# Iris iberica
Iris iberica es una especie de planta del género Iris, también está en el subgénero Iris y en la sección Oncocyclus. Es una rizomatosa perenne, de las montañas del Cáucaso de Armenia, el este de Georgia y el oeste de Azerbaiyán.
Tiene hojas estrechas, glaucas, de color verde grisáceo y en forma de hoz, tallo corto que sostiene una sola flor a fines de la primavera. Tiene un fondo pálido (blanco, crema o azul pálido) cubierto de vetas espesas en malva pálido, violeta, violeta oscuro, granate o marrón violeta. Tiene un parche de señalización negro o violeta oscuro y una barba marrón o marrón violeta.
Tiene muchas formas híbridas debido a su variabilidad y tiene dos subespecies conocidas: Iris iberica elegantissima y Iris iberica lycotis. Se cultiva como planta ornamental en regiones templadas, ya que es más resistente que otras especies de Oncocyclus.

## Distribución y hábitat
Es nativa de las zonas templadas de Asia.

### Área de distribución
I. iberica y sus subespecies provienen de una amplia distribución a lo largo de las montañas del Cáucaso, Aunque I. iberica subsp. elegantissima se encuentra en el este de Turquía desde cerca de la frontera con Armenia hasta el lago Van. I. iberica subsp. lycotis se encuentra en el noroeste de Irán cerca de Hakkari, Turquía en la frontera con Irán y en el sur de Armenia en la frontera con Irán. I. iberica se encuentra únicamente en el este de Georgia, (cerca de Tbilisi,) Armenia, y Azerbaiyán occidental.

### Hábitat
Crece en las praderas secas de las estepas, o en las laderas secas y pedregosas del cinturón montañoso inferior.
Crece en las estepas de Georgia con varias comunidades de pastos Stipa (incluidas Stipa pulcherrima, Stipa lessingiana, Stipa pontica y Stipa capillata), con arbustos dispersos de enebro rojo y berberis. Se pueden encontrar a una altitud de 400 a 700 m (1312,3 a 2296,6 pies), o 1000 a 3000 m (3280,8 a 9842,5 pies) sobre el nivel del mar.

## Toxicidad
Como muchos otros iris, la mayoría de las partes de la planta son venenosas (rizomas y hojas) y si se ingieren por error pueden causar dolores de estómago y vómitos. Además, la manipulación de la planta puede provocar irritación de la piel o una reacción alérgica.